# Табаніна Ганна Володимирівна
Га́нна Володи́мирівна Таба́ніна (рос. Анна Владимировна Табанина; 9 червня 1978) — російська акторка театру і кіно.

## Життєпис
Народилася 9 червня 1978 в Ленінграді (нині — Санкт-Петербург), в родині художників.
У 1998 році закінчила Ленінградський державний інститут театру, музики та кінематографії імені Черкасова (майстерня С. Я. Співака).
Протягом 1998—2000 років працювала в Молодіжному театрі на Фонтанці. З 2000 року співпрацює з творчим об'єднанням «АРТ-Питер». Серед її театральних робіт: «Сон в літню ніч», «Дядечків сон», «Крики з Одеси» та інші.
Мешкає в м. Пушкін.

## Театральні роботи
- Кіт у чоботях — принцеса.
- Чарівна голка — Джаніна, дочка кравця.
- Гості підземелля — Марія.
- Спляча красуня — фея Орлана.
- Три апельсини — принцеса.

## Фільмографія
- 1999 — Вулиці розбитих ліхтарів-2:
  - Нове слово в живописі | 6-та серія — співробітниця авіакомпанії;
  - Любовний напій | 11-та серія — Катя.
- 2001 — Агентство НЛС — Інна.
- 2001 — Убойна сила-3:
  - Роль другого плану | фільм № 5 — Юлія.
- 2002 — Ніро Вульф і Арчі Гудвін — епізод.
- 2003 — Американець (не закінчений) — Марія.
- 2003 — Демон полудня — Світлана.
- 2003 — Кохання імператора — княжна Марія Олексіївна.
- 2003 — Суто по життю — Вірочка, вчителька.
- 2003—2004 — Бідна Настя — Ліза Долгорука, старша дочка княгині Долгорукої.
- 2004 — Дорога Маша Березіна — Тетяна Березина, молодша сестра Маші.
- 2006 — Дев'ять місяців — Інна.
- 2007 — Біла ніч, ніжна ніч — Марина.
- 2010 — Настоятель — Катя, лікар.
- 2011 — Лікаря викликали? — Наташа, лікар.
- 2011 — Настоятель-2 — Катерина, лікар.
- 2011 — П'ять наречених — Аллочка, дружина Вихристюка.
- 2012 — Братство десанту — Юля Ісаєва, сестра Леоніда.
- 2012—2013 — Шеф-2 — Дар'я Істоміна.
- 2014 — Кращі вороги — Віра Шульгіна, капітан, співробітниця аналітичного відділу.
- 2014 — Любить — не любить — портьє.
- 2014—2015 — Ленінград 46 — Люся.
- 2014—2015 — Шеф. Нове життя — Дар'я Істоміна.
- 2015 — Гастролери — Валентина, співачка.
- 2017 — Шеф. Гра на підвищення — Дар'я, дружина Расторгуєва.

## Особисте життя
В середині 2000-х років Ганна познайомилась, а згодом одружилась з художником Дмитром Кудіним. У подружжя народилось троє дітей: син Василь (2008), доньки Софія (2010) і Серафима (2011). У 2014 році Дмитро Кудін захворів на рак і незабаром помер.